# Idaea roseata
Idaea roseata är en fjärilsart som beskrevs av Turati 1913. Idaea roseata ingår i släktet Idaea och familjen mätare. Inga underarter finns listade i Catalogue of Life.